# Gens Icília
La gens Icília (en llatí Icilia gens) va ser una gens romana d'origen plebeu distingida a la història piimerenca de la República per la seva resistència als patricis i el suport als drets i llibertats dels plebeus. Van portar ocasionalment el cognom Ruga, però generalment no portaven cap cognom especial.
Els seus personatges principals són:
- Espuri Icili, tribú de la plebs, possiblement els anys 492 aC, 481 aC i 471 aC.
- Espuri Icili tribú de la plebs el 471 aC, potser confós amb l'anterior[2]
- Gai Icili Ruga, tribú de la plebs el 493 aC
- Luci Icili, tribú de la plebs el 456 aC, 455 aC i 448 aC.
- Icili, el càrrec de tribú de la plebs, va ser exercit per altres membres de la família, dels quals només es coneix el nom familiar.